# Cinnamomum culitlawan
Cinnamomum culitlawan là loài thực vật có hoa trong họ Nguyệt quế. Loài này được (L.) J.Presl miêu tả khoa học đầu tiên năm 1825.